# 時葉山敏夫
時葉山 敏夫（ときばやま としお、1944年5月5日 - 1995年9月20日）は、石川県七尾市出身で時津風部屋に所属した大相撲力士。本名は春木 敏男（はるき としお）。最高位は東前頭2枚目（1968年9月場所）。現役時代の体格は180cm、131kg。得意手は左四つ、寄り、掬い投げ。

## 来歴
小学生時代から相撲を始め、七尾市立七尾東部中学校（当時東部中学校）では地元の大会で優勝するなど活躍した。中学3年生の時、立田川親方（元横綱・鏡里）の勧誘を受け、時津風部屋に入門。1959年9月場所で初土俵を踏んだ。当初の四股名は、本名と同じ「春木」。
1966年7月場所、22歳で十両に昇進し、これを機に「春木」から「時葉山」に改名。そして、翌年9月場所にて23歳で新入幕を果たした。以降は、呼び戻し気味の掬い投げを武器に、闘志溢れる取り口で幕内中堅力士として長く活躍した。呼び戻し自体も2度決めている。関取の数が少ない時代の時津風部屋を支えた面もある力士である。
しかし、三賞受賞や金星獲得は一度も成らず、三役昇進も果たせぬまま力士生活を終えている。ただし自己最高位の前頭2枚目で迎えた1968年9月場所では4勝11敗に終わったものの、3日目に玉乃島、10日目に琴櫻と2大関を破る殊勲の星を挙げている（ちなみに琴櫻は、その翌日から休場した）。仕切りでの相手を睨みつける仕草や、叩き付けるように塩を撒く動作にも持ち前の闘志を見せた。
仕切りの1回目から立つ構えを見せる事もしばしばで、－実際に立った事は殆んどなかったが－全く気のない相手力士が塩に戻りかけると、半歩突っかける素振りを見せたりして場内の喝采を浴びた。彼のこの仕切りは、ファンサービスの意味合いもあった。
時葉山は12代時津風と14代時津風を比較して「先々代（双葉山）は、あまりにも偉大な人であっただけに、なかなか話をする機会もありませんでしたが、今度の親方は、自分の考えていることなどを率直に言って、よく聞いてもらっています。あと、若い衆に聞いたのですが、夜、大部屋で寝ているときに親方が来て、布団をかけ直していたそうです。すごく感激して、親方の下で一生懸命頑張ると言っていました」と述懐している。
大関・豊山（後、年寄・錦島→同・時津風）の引退後、しばらく関取が少なかった時代の時津風部屋（13代時津風の部屋継承時点で幕内力士は時葉山、青ノ里のみ）を豊山（広）・双津竜・大潮らの成長まで支え、部屋の再発展に大きく貢献した。1974年7月場所を最後に幕内の座から遠ざかり、西幕下13枚目に在位した1975年3月場所を以って、30歳で引退。
引退後は年寄・富士ヶ根を襲名し、時津風部屋付きの親方として後進の指導に当たったが、1986年頃に病気で倒れ長く平年寄として協会に在籍していた。
1995年9月20日午前8時40分頃、消化管出血のため東京都江東区内の病院で急逝。享年51。

## 家族
- 次男・吉晴（よしはる、1975年7月生まれ）は中学卒業後、父と同じ時津風部屋へ入門。四股名も父の「時葉山」を継いだが、最高位は三段目56枚目に止まり、関取にはなれなかった（1999年11月場所後に引退）。

## 主な戦績
- 通算成績：523勝533敗7休　勝率.495
- 幕内成績：237勝301敗2休　勝率.441
- 現役在位：93場所
- 幕内在位：36場所[1]
- 各段優勝
  - 十両優勝：2回（1973年11月場所、1974年5月場所）
  - 幕下優勝：1回（1963年7月場所）
  - 序二段優勝：1回（1961年9月場所）

### 場所別成績
| | 一月場所 初場所（東京） | 三月場所 春場所（大阪） | 五月場所 夏場所（東京） | 七月場所 名古屋場所（愛知） | 九月場所 秋場所（東京） | 十一月場所 九州場所（福岡） |
| --- | ----------------------- | ----------------------- | ----------------------- | --------------------------- | ----------------------- | --------------------------- |
| 1959年 （昭和34年） | x                       | x                       | x                       | x                           | （前相撲）              | 西序ノ口18枚目 6–2          |
| 1960年 （昭和35年） | 東序二段125枚目 6–2     | 西序二段73枚目 6–2      | 東序二段30枚目 3–5      | 東序二段37枚目 5–2          | 東三段目107枚目 3–4     | 西序二段17枚目 5–2          |
| 1961年 （昭和36年） | 東三段目98枚目 3–4      | 西三段目112枚目 4–3     | 西三段目81枚目 3–4      | 東三段目93枚目 1–6          | 西序二段筆頭 優勝 7–0   | 西三段目21枚目 4–3          |
| 1962年 （昭和37年） | 西三段目9枚目 2–5       | 東三段目17枚目 4–3      | 西三段目8枚目 2–2–3     | 東三段目20枚目 4–3          | 西三段目11枚目 5–2      | 西幕下85枚目 4–3            |
| 1963年 （昭和38年） | 西幕下75枚目 3–4        | 東幕下84枚目 4–3        | 西幕下76枚目 4–3        | 東幕下68枚目 優勝 7–0       | 西幕下2枚目 2–5         | 東幕下8枚目 3–4             |
| 1964年 （昭和39年） | 西幕下11枚目 3–4        | 西幕下13枚目 3–4        | 西幕下16枚目 4–3        | 東幕下13枚目 3–4            | 東幕下16枚目 5–2        | 東幕下8枚目 2–5             |
| 1965年 （昭和40年） | 西幕下17枚目 4–3        | 西幕下11枚目 5–2        | 東幕下4枚目 4–3         | 東幕下3枚目 2–5             | 東幕下11枚目 4–3        | 東幕下8枚目 5–2             |
| 1966年 （昭和41年） | 西幕下3枚目 4–3         | 東幕下3枚目 5–2         | 東幕下2枚目 5–2         | 西十両17枚目 8–7            | 西十両16枚目 8–7        | 東十両11枚目 6–9            |
| 1967年 （昭和42年） | 西十両16枚目 9–6        | 東十両10枚目 9–6        | 東十両9枚目 9–6         | 東十両5枚目 10–5            | 東前頭12枚目 6–9        | 西十両筆頭 9–6              |
| 1968年 （昭和43年） | 東前頭10枚目 9–6        | 東前頭5枚目 4–11        | 西前頭10枚目 8–7        | 西前頭6枚目 9–6             | 東前頭2枚目 4–11        | 西前頭8枚目 7–8             |
| 1969年 （昭和44年） | 東前頭10枚目 8–7        | 東前頭8枚目 10–5        | 東前頭3枚目 4–9–2       | 東前頭9枚目 6–9             | 西前頭11枚目 6–9        | 西十両筆頭 10–5             |
| 1970年 （昭和45年） | 東前頭11枚目 8–7        | 西前頭8枚目 10–5        | 西前頭3枚目 3–12        | 東前頭11枚目 8–7            | 東前頭5枚目 5–10        | 西前頭8枚目 8–7             |
| 1971年 （昭和46年） | 西前頭4枚目 6–9         | 東前頭6枚目 7–8         | 東前頭8枚目 8–7         | 東前頭4枚目 6–9             | 西前頭7枚目 8–7         | 東前頭5枚目 5–10            |
| 1972年 （昭和47年） | 東前頭9枚目 9–6         | 東前頭6枚目 7–8         | 東前頭9枚目 9–6         | 西前頭4枚目 5–10            | 西前頭9枚目 8–7         | 東前頭8枚目 6–9             |
| 1973年 （昭和48年） | 西前頭11枚目 8–7        | 西前頭8枚目 6–9         | 西前頭12枚目 9–6        | 東前頭7枚目 1–14            | 東十両3枚目 5–10        | 東十両11枚目 優勝 11–4      |
| 1974年 （昭和49年） | 東十両3枚目 9–6         | 西前頭12枚目 3–12       | 西十両7枚目 優勝 12–3   | 西前頭11枚目 3–12           | 東十両5枚目 6–9         | 西十両10枚目 2–13           |
| 1975年 （昭和50年） | 東幕下8枚目 3–4         | 西幕下13枚目 引退 2–3–2 | x                       | x                           | x                       | x                           |
| 各欄の数字は、「勝ち-負け-休場」を示す。 優勝 引退 休場 十両 幕下 三賞：敢=敢闘賞、殊=殊勲賞、技=技能賞 その他：★=金星 番付階級：幕内 - 十両 - 幕下 - 三段目 - 序二段 - 序ノ口 幕内序列：横綱 - 大関 - 関脇 - 小結 - 前頭（「#数字」は各位内の序列） |                         |                         |                         |                             |                         |                             |

### 幕内対戦成績
| 力士名 | 勝数 | 負数 | 力士名   | 勝数 | 負数  | 力士名   | 勝数 | 負数 | 力士名 | 勝数 | 負数 |
| ------ | ---- | ---- | -------- | ---- | ----- | -------- | ---- | ---- | ------ | ---- | ---- |
| 朝岡   | 0    | 1    | 浅瀬川   | 4    | 1     | 朝登     | 4    | 2    | 旭國   | 4    | 4    |
| 荒瀬   | 0    | 1    | 巌虎     | 2    | 2     | 大錦     | 0    | 1    | 大鷲   | 2    | 2    |
| 魁傑   | 1    | 2    | 魁罡     | 1    | 3     | 海乃山   | 2    | 2    | 開隆山 | 1    | 0    |
| 柏戸   | 0    | 2    | 和晃     | 4    | 1     | 北瀬海   | 2    | 5    | 北の湖 | 1    | 4    |
| 北の花 | 1    | 2    | 北の富士 | 0    | 2     | 清國     | 0    | 4(1) | 黒姫山 | 4    | 6    |
| 高鉄山 | 12   | 7    | 琴櫻     | 1    | 3     | 琴乃冨士 | 0    | 1    | 金剛   | 5    | 5    |
| 白田山 | 3    | 2    | 大旺     | 1    | 1     | 錦洋     | 4    | 6    | 大麒麟 | 0    | 4    |
| 大受   | 0    | 5    | 大雪     | 3    | 8     | 大鵬     | 0    | 3    | 大文字 | 0    | 2    |
| 大雄   | 13   | 7    | 大竜川   | 4    | 8     | 貴ノ花   | 2    | 2    | 高見山 | 3    | 8    |
| 玉乃島 | 1    | 1    | 照櫻     | 1    | 3     | 天龍     | 1    | 3    | 栃東   | 9    | 7    |
| 栃勇   | 4    | 4    | 栃王山   | 6    | 8     | 栃富士   | 5    | 1    | 羽黒岩 | 12   | 11   |
| 長谷川 | 0    | 6    | 花光     | 5    | 3     | 廣川     | 2    | 0    | 福の花 | 3    | 11   |
| 富士櫻 | 2    | 7    | 富士錦   | 3    | 2     | 藤ノ川   | 3    | 9    | 二子岳 | 10   | 15   |
| 前の山 | 1    | 6    | 増位山   | 2    | 3     | 三重ノ海 | 4    | 3    | 禊鳳   | 1    | 1    |
| 明武谷 | 2    | 5    | 陸奥嵐   | 4    | 16(1) | 吉王山   | 4    | 4    | 吉の谷 | 1    | 1    |
| 義ノ花 | 10   | 5    | 琉王     | 4    | 6     | 龍虎     | 0    | 5    | 凌駕   | 1    | 0    |
| 若獅子 | 1    | 0    | 若天龍   | 5    | 1     | 若浪     | 11   | 4    | 若ノ海 | 3    | 3    |
| 若ノ國 | 4    | 0    | 若三杉   | 0    | 1     | 若二瀬   | 9    | 10   | 若見山 | 1    | 0    |
| 若吉葉 | 1    | 1    | 輪島     | 1    | 3     | 鷲羽山   | 0    | 2    |        |      |      |

## 改名歴
- 春木 敏男（はるき としお）1959年11月場所-1966年5月場所
- 時葉山 敏夫（ときばやま -）1966年7月場所-1975年3月場所

## 年寄変遷
- 富士ヶ根 敏男（ふじがね としお）1975年3月-1995年9月